# Kudreš
Kudreš (en serbe cyrillique : Кудреш) est un village de Serbie situé dans la municipalité de Golubac, district de Braničevo. Au recensement de 2011, il comptait 152 habitants.

## Démographie

### Évolution historique de la population
| 1948 | 1953 | 1961 | 1971 | 1981 | 1991 | 2002 | 2011 |
| ---- | ---- | ---- | ---- | ---- | ---- | ---- | ---- |
| 402  | 400  | 385  | 380  | 371  | 328  | 193  | 152  |

|  |